# All the Women I Am
All the Women I Am è il ventiseiesimo album in studio della cantante country statunitense Reba McEntire, pubblicato nel 2010.

## Tracce
1. Turn On the Radio – 3:35
2. If I Were a Boy (Beyoncé cover) – 3:52
3. The Bridge You Burn – 3:34
4. Cry – 3:25
5. When Love Gets a Hold of You – 3:34
6. Somebody's Chelsea – 4:33
7. All the Women I Am – 4:35
8. The Day She Got Divorced – 3:32
9. A Little Want To – 3:07
10. When You Have a Child – 4:09

## Classifiche
| Classifica (2010) | Posizione raggiunta |
| ----------------- | ------------------- |
| Stati Uniti       | 7                   |